# Kidney on Ice
Kidney on Ice er en dansk undervisningsfilm fra 2008 instrueret af Anja Dalhoff.

## Handling
Denne artikel mangler et handlingsreferat. Hjælp os med at skrive det.